# New England Telephone and Telegraph Company
New England Telephone and Telegraph Company – pierwsze przedsiębiorstwo przemysłu telefonicznego, działająca przez rok, od 12 lutego 1878 do 1879 roku.
Jednym z założycieli przedsiębiorstwa był Gardiner Greene Hubbard, teść Alexandra Bella. W 1879 roku firma została połączona z Bell Telephone Company, tworząc National Bell Telephone Company.